# Marta Fraile Manzanares
Marta Fraile Manzanares (Barcelona, 30 d'octubre de 1982) és una exjugadora de voleibol catalana.
Col·locadora, debutà a la Superlliga Femenina amb el Winterthur Barcelona la temporada 2001-02. Durant la seva carrera esportiva, jugà en diversos equips de la competició estatal, Club Voleibol Sant Cugat (2002-03), el Club Voleibol Córdoba Cajasur (2003-05, 2007-08), el Club Voleibol Vall d'Hebron (2005-07, 2009-10) i l'Haro Rioja Vóley (2008-09). El gener de 2010 fitxà pel Nuchar Tramek Murillo, de la Superlliga Femenina 2, amb el qual aconseguí una Copa de la Princesa (2010), l'ascens a la primera divisió la temporada 2010-11 i un subcampionat de la Copa de la Reina (2012). Posteriorment, jugà amb el GH Ecay Leadernet (2012-14), on fou designada la millor col·locadora de la temporada 2013-14, el Club Voleibol Aguere (2014-15) i el Club Voleibol Haris (2015-16), aconseguint el subcampionat de la Superlliga i essent escollida MVP primera volta de la competició.

## Palmarès
- 1 Superlliga Femenina 2 (2010-11)
- 1 Copa de la Princesa de voleibol (2009-10)